# Aerogenerador volante

Aerogenerador volante que puede ser cargado con helio o hidrógeno.

El concepto de un aerogenerador volante no es nuevo. Data desde el año de 1833 con la visión de Juan Etzler, el cual imaginaba capturar la energía eólica de altura con el uso de cometas. Actualmente a este tipo de turbina se le denomina aerogenerador eólico de alta altitud, y se basa en el diseño de una turbina que se apoya en el aire sin una torre. Este tipo de aerogeneradores eólicos pueden operar a altitudes bajas o altas, y son parte de una clase más amplia de sistemas de energía eólica enfocadas en el aprovechamiento de las corrientes de viento de alta altitud. Actualmente hay diversas empresas que se encuentran en sus etapas de pruebas o de ventas.
Este tipo de aerogeneradores se basan en generar una sustentación ya sea con helio o con un perfil alar para poder situarse a una altura a partir de los 300 m . Cuando el generador está en el aire al igual que en los modelos de tierra se convierte la energía eólica en movimiento que por medio de un eje, proporciona energía mecánica a una hélice que la transmite a el rotor de un generador, normalmente un alternador trifásico, que convierte la energía mecánica rotacional en energía eléctrica. Cabe mencionar que en este tipo de aerogenradores se precinde de la caja multiplicadora y se hace uso de la tecnología Direct Driven, un cable conductor con revestimiento de kevlar se utiliza para transmitir la energía generada al suelo. Se plantea transmitirla a los receptores terrestres mediante microondas o láser en modelos más avanzados.

## Variantes aerodinámicas
Un sistema aéreo aerodinámico de energía eólica se basa en el viento como apoyo.
Bryan Roberts, profesor de ingeniería en la Universidad Tecnológica de Sídney, Australia colabora con la empresa Sky Wind Power. Ellos proponen una aeronave en forma de helicóptero con cuatro rotores (motor-generador) que vuela por sus propios medios a 15.000 pies (4.600 m) de altitud y se queda allí, sostenido por alas que generar la elevación del viento, con un cable de anclaje al suelo. Según sus diseñadores, mientras que parte de la energía se 'pierde' en el ascenso, los vientos constantes y potentes le permiten generar energía eléctrica constante. Dado que los vientos soplan en sentido horizontal, las turbinas estaría en un ángulo con dirección hacia los vientos horizontales, generando al tiempo la energía que se utilizó en el ascenso.
El neerlandés exastronauta y físico Wubbo Ockels en colaboración con la Universidad Técnica de Delft ha diseñado y demostrado una turbina de viento a la que el llama "Laddermill". Consiste en un conjunto de 5 cometas denominado "la escalera". Las cometas al elevarse van sujetas en un extremo a un cable de amarre a un generador eléctrico, la fuerza de elevación se traduce a un movimiento de jalar hacia arriba para después plegarse en sentido contrario. Esta energía liberada se utiliza para mover el generador eléctrico.
Un equipo del Instituto Politécnico de Worcester en Estados Unidos ha desarrollado una cometa más pequeña, a escala del régimen de potencia de producción estimada de 1 kW y se utiliza una cometa de kitesurf para inducir un movimiento de balanceo en un haz giratorio.
La empresa italiana Kitegen utiliza un prototipo de turbina eólica de eje vertical. Se trata de un innovador plan (aún en la fase de construcción) que consta de un parque eólico con un eje de giro vertical, y emplea a cometas para aprovechar los vientos a gran altitud. El proyecto denominado Generador de eólico Kite (KWG) o Kitegen, afirman que eliminar todos los problemas estáticos y dinámicos que impiden el aumento de la potencia (en términos de dimensiones)es factible y puede obtener una mayor potencia nominal que los actuales generadores eólicos de eje horizontal. El generador eléctrico y equipos adicionales permanecen en el suelo, solo los cometas se apoyan en el aire. Esta planta de energía eólica sería capaz de producir la energía equivalente a una planta de energía nuclear 1 GW.
La empresa KiteLab de los Santos de Ilwaco, Washington, ha estado avanzando con cometas medianos con el generador en tierra.
La empresa italiana Sequoia desarrolla la idea de Gianni Vergnano con el proyecto denominado Rotokite. Utiliza perfiles aerodinámicos similares a cometas que giran sobre su propio eje, emulando el comportamiento de una hélice. El uso del principio de rotación simplifica el problema de control del vuelo de las cometas y elimina las dificultades debido a la longitud de los cables, permitiendo la producción de energía eólica a bajo costo.
La empresa californiana Makani Power Inc, con el apoyo de Google en su programa "Green Power" recibe una inversión inicial de 10 millones de dólares. Su proyecto se basa en el uso de una configuración de ala en delta con generadores incorporados en las alas, los cuales transmiten la energía generada por medio de un cable conductor.
Joby Energy es de las empresas más aceleradas, con apenas dos años ya tiene sus prototipos en funcionamiento y según JoeBen Bevirt CEO de la empresa, tiene confirmado poner en marcha un parque demostrativo para finales del 2010. Su proyecto se basa en una estructura con forma de biplano a la que denominan "Multiwing" con áreas modulares, cada una cuenta con un par de motores generadores, a los que se les proporciona energía para su elevación, la orientación en vuelo es gestionada por un sistema informático avanzado que controla a las unidades de las superficies aerodinámicas en las alas y los controles velocidad del rotor. La electricidad se transmite por un cable de compuestos reforzado con kevlar al suelo.

## Variantes aeroestáticas
Un sistema de energía eólica basada en aerostatos se usa por la ventaja añadida de una flotabilidad asegurada para apoyar los elementos principales generador eléctrico, rotor y sistemas de control. Los aerostatos varían en diseños y la consiguiente elevación sobre la resistencia aerodinámica proporcionada por el helio, el efecto de elevación efectivamente puede asistir a una turbina de aire en alto. Se puede adicionar globos al conjunto para mantener la elevación en momentos fluctuantes de viento, pero los globos adolecen de lentas fugas en su estructura y tienen que ser reabastecidos con gas cada cierto tiempo. Se trabaja en globos en los que la radiación solar pueda calentar el aire interno y compense las fugas de el helio o hidrógeno, y en estructuras multicapa que eviten la salida del gas.
La empresa de Ontario Magenn Power Inc. ha desarrollado una turbina de aire llamado Magenn Rotor System (MARS). El sistema MARS de 100 pies (30 m) de ancho utiliza un rotor horizontal de helio que se suspende a 300 m de altura atados por un cable a un transformador en el suelo. La tecnología de Magenn proporciona un alto par y baja velocidad de partida, y es una empresa que se caracteriza por haber desplegado su sistema superando a todas los proyectos de energía eólica de alta altitud. Los primeros prototipos fueron construidos por TCOM en abril de 2008.
La empresa italiana TWIND tiene el concepto "tecnología twind" utiliza un par de globos cautivos, a una altitud de 800 metros. Los cables de anclaje para transmitir la fuerza a una plataforma giratoria en el suelo. Cada globo tiene una vela conectados a él. Los dos globos se mueven alternativamente, el globo se mueve con la vela abierta a favor del viento y señala a la ceñida otro globo, y entonces el movimiento se invierte. El cable de amarre puede ser utilizado para hacer girar el eje de un generador para producir energía eléctrica o realizar otros trabajos (pulir, aserrar, de bombeo).

## A más altura más energía
La energía del viento de alta altitud (HAWP) se concentra en dos latitudes del mundo. Uno es la franja que pasa por la Patagonia en el sur y la otra circunnavega Europa y Norteamérica. Estudios realizados por la Universidad de Stanford estiman que en las capas atmosféricas en movimiento, poseen una energía equivalente a siete millones de plantas nucleares. Esas corrientes de aire, la europea y la patagónica, se sitúan entre los 500 y los 10000 m de altura y su anchura está comprendida entre cuatro y cinco mil km. La potencia de ese viento es por término medio de 2 kW por m².
El estudio se realizó por los profesores de dicha Universidad Cristina Archer y Ken Caldeira y exponen que los vientos terrestres la densidad de viento de energía eólica es inferior a 1 kW / m² mientras que en alturas tienen un promedio de 16 a 360 kW por m². Son más fuertes y constantes, además casualmente coincide con las con las zonas más pobladas del planeta: el litoral chino, la costa oriental de Estados Unidos, Australia meridional y el noroeste de África.
En el análisis se incluyeron las evaluaciones de la energía eólica que hay sobre cinco de las principales ciudades del mundo: Tokio, Nueva York, Sao Paulo, Seúl y Ciudad de México. Nueva York es la ciudad con la mayor densidad de potencia eólica media del mundo a alta altitud de Estados Unidos. Tokio y Seúl también tienen una densidad de potencia eólica media alta, porque ambas se ven afectadas por las corrientes del este asiático. Ciudad de México y Sao Paulo están localizadas en latitudes tropicales, por lo que se ven afectadas en menor medida por las corrientes polar y subtropical, tienen una densidad de viento más baja pero no menos importante. A todas estas conclusiones llegaron los investigadores tras analizar 27 años de datos del National Center for Environmental Prediction (CEP), de Estados Unidos, y del European Centre for Medium-Range Weather Forecasts (ECMWF) y publicada a detalle en el artículo Global Assessment of High-Altitude Wind Power publicado por la revista especializada Energies el 29 de julio de 2009. Ya hay experiencias con buenos resultados como con los barcos cargueros propulsados por cometas de SkySails.

## Proyecto mexicano
Actualmente la empresa N-Tec Energía trabaja en el estado de Veracruz, México con el proyecto de energía eólica de alta-altitud AdVent a cargo del Ing. Adrián Noval Plaja. Consiste en un aerostato con superficies aerodinámicas, incorporando la innovación de usar una turbina de efecto venturi prescindiendo de los típicos rotores tripala. Basándose en las investigaciones efectuadas por la Universidad de Delf. Holanda las turbinas eólicas que basen su funcionamiento en este principio físico superaran el límite de Bertz con rendimientos del 40 por ciento. Se estima genere 1 MW de electricidad, abasteciendo a los 212 municipios de Estado de Veracruz convirtiéndose en el primer aeroemplazamiento en instalarse en América latina. La empresa tiene por objeto acelerar la transición energética de México e incrementar su capacidad eólica instalada.
- Datos: Q1709807